# Anamika (nấm)
Anamika là một chi nấm thuộc họ Cortinariaceae.